# Martin Quenehen
Martin Quenehen, né en 1978, est un professeur d'histoire, historien, homme de radio et scénariste de bande dessinée français.

## Biographie
Martin Quenehen naît en 1978. Après une formation d'historien il enseigne quelques années puis devient en 2011 producteur et animateur radio, puis producteur de podcasts et scénariste.

## Œuvres

### Récit
- Jours tranquilles d'un prof de banlieue, Grasset, 24 août 2011 (ISBN 978-2-246-78924-6, lire en ligne)

### Bandes dessinées
Dessins de Bastien Vivès :
- Quatorze Juillet, Casterman, 11 mars 2020 (ISBN 978-2-203-21335-7, lire en ligne)[5]
- Corto Maltese : Océan noir, Casterman, 1er septembre 2021 (ISBN 978-2-203-23682-0, lire en ligne)[6]
- Corto Maltese : La Reine de Babylone, Casterman, 18 octobre 2023  (ISBN 9782203276208)